# Angelo Jannone
Angelo Jannone (Andria, 26 gennaio 1962) è un carabiniere e dirigente d'azienda italiano.
È noto soprattutto per essere stato uno dei primi infiltrati all'interno delle famiglie mafiose e dei narcotrafficanti, e per essere stato uno stretto collaboratore del giudice Giovanni Falcone. Ha agito sotto copertura in organizzazioni di narcotrafficanti colombiani legate a camorristi e 'ndrine. Terminata la carriera militare è entrato a far parte del Gruppo Telecom Italia in qualità di dirigente. Venne indagato nel processo Telecom del 2004 per attività illegali di controspionaggio, accusato da un indagato che venne in seguito condannato. Nel corso del processo si dimise dall'incarico di dirigente per potersi difendere nel processo, da cui venne poi assolto.

## Carriera
Ha frequentato la Scuola Militare Nunziatella e l'Accademia Militare di Modena.

### Servizio nell'Arma dei Carabinieri
Angelo Jannone fu comandante della compagnia dei Carabinieri di Corleone dal 1989 al 1991 e autore, assieme a Giovanni Falcone, delle inchieste sul patrimonio di Totò Riina e sul ragioniere Pino Mandalari. Venne trasferito da Corleone per motivi di sicurezza, essendo entrato nel mirino del gruppo mafioso dei Corleonesi dopo aver avviato le indagini per l'arresto del boss Salvatore Riina con un piano di sorveglianza sulle case dei Bagarella. Le indicazioni fornite a Sergio De Caprio, meglio conosciuto come Capitano Ultimo, diedero impulso all'arresto del Capo dei Capi. Dopo Corleone, a Catania, comandò il Nucleo Investigativo e fu al centro di una sanguinosa sparatoria il 18 giugno 1992, nella quale catturò un intero gruppo del clan Cursoti. Dopo Catania, in Calabria, comandò la compagnia di Roccella Ionica, e fu protagonista di alcune importanti operazioni contro le famiglie mafiose della Locride e dei Piromalli. Venne trasferito dalla Calabria dopo essere stato avvisato di un piano per aggredirlo, essendo ricercato dalle 'Ndrine della Locride. Successivamente ha comandato per tre anni la Sezione Investigativa di Venezia, dove si è distinto per le indagini contro la corruzione. Nell'estate del 2000 venne trasferito al ROS di Roma dove, in qualità di comandante del Dipartimento Analisi, ha avuto l'incarico di redigere il primo rapporto su Economia, Criminalità e Finanza in Italia, con il capitolo "Indicatori di infiltrazione nel settore degli appalti pubblici", redatto insieme al Procuratore Nazionale Antimafia, Franco Roberti. Nel corso degli anni trascorsi nel Corpo, ha ricevuto numerosi premi per i suoi meriti di servizio. Abbandona il Corpo dei Carabinieri nel dicembre 2003, con il grado di tenente colonnello.
Nello stesso periodo, Jannone era sotto copertura da due anni, infiltrato in un'organizzazione di narcotraffico colombiana legata alla mafia italiana, consentendo il sequestro e la distruzione di 280 chilogrammi di cocaina e l'arresto di oltre 43 persone a Napoli, Milano, Roma, Amsterdam e in Venezuela. La storia è raccontata nel libro di Giorgio Sturlese Tosi "Una vita da Infiltrato", pubblicato da Rizzoli nel 2010.

### Settore privato
Dal 2004, ricopre diversi incarichi dirigenziali in Telecom Italia, tra cui quello di Responsabile della Sicurezza delle Telecomunicazioni per l'America Latina. Si è dimesso nel marzo del 2007 a seguire dello scandalo Telecom-Sismi. Attualmente è Direttore Internal Audit & Compliance di Italiaonline e coordinatore del Comitato Scientifico di Feder privacy, dopo essere stato CEO di una società di consulenza in ambito Audit & Compliance aziendale e partner di uno studio legale internazionale. Insegna presso l’Università La Sapienza di Roma e ha collaborato con l’Osservatorio criminalità dell’Eurispes.
Nel 2012 ha pubblicato Eroi Silenziosi, un libro autobiografico, con la prefazione del Generale Luigi Federici, ex Comandante Generale dei Carabinieri.
Nel 2015 gli è stato assegnato a Catania il Premio Livatino-Saetta 2015 per la lotta alla mafia, dedicato ai giudici Rosario Livatino e Antonino Saetta, uccisi da Cosa Nostra.